# Prairie du Rocher
Prairie du Rocher är en by i Randolph County i den amerikanska delstaten Illinois med en yta av 1,5 km² och en folkmängd, som uppgår till 583 invånare (2006). Byn grundades år 1722 av franska kolonisatörer.